# Phtheirospermum
Phtheirospermum es un género de plantas fanerógamas perteneciente a la familia Orobanchaceae, anteriormente incluida en Scrophulariaceae.   Comprende 9 especies descritas y de estas, solo 5 aceptadas.

## Taxonomía
El género fue descrito por Bunge ex Fisch. & C.A.Mey. y publicado en Index Seminum (St. Petersburg) 1: 35. 1835.    La especie tipo es: Phtheirospermum chinense Bunge. 

## Especies aceptadas
A continuación se brinda un listado de las especies del género Phtheirospermum  aceptadas hasta mayo de 2014, ordenadas alfabéticamente. Para cada una se indica el nombre binomial seguido del autor, abreviado según las convenciones y usos: 
- Phtheirospermum glandulosum Benth. ex Hook. f.
- Phtheirospermum japonicum (Thunb.) Kanitz
- Phtheirospermum muliense C.Y. Wu & D.D. Tao
- Phtheirospermum parishii Hook. f.
- Phtheirospermum tenuisectum Bureau & Franch.